# ئی‌ام‌دی اف۵۹پی‌اچ
ئی‌ام‌دی اف۵۹پی‌اچ (انگلیسی: EMD F59PH) یک لوکوموتیو دیزلی ساخت شرکت جنرال موتورز دیزل و الکترو-موتیو دیویژن بوده است.
این لوکوموتیو که مابین سال‌های ۱۹۸۸ تا ۱۹۹۴ تولید می‌شده دارای ۱۲ سیلندر و ۳٬۰۰۰ اسب بخار اسب بخار توان خروجی بوده است.